# Ulstrup
Ulstrup är en ort i Danmark.   Den ligger i Favrskovs kommun och Region Mittjylland,  190 km väster om Köpenhamn. Ulstrup ligger 12 meter över havet och antalet invånare är 2 043.
Strax norr om samhället, på andra sidan Gudenå, ligger slottet Ulstrup Slot och järnvägsstationen Ulstrup på Langå–Struer Jernbane. Närmaste större samhälle är Randers, 17 km nordost om Ulstrup.